# Mauricette (Alsace)
Pour les articles homonymes, voir Mauricette.
La mauricette ou Moricette est un petit pain salé originaire de Mulhouse qui peut être utilisé comme base de sandwich et qui est réalisé à partir de pâte à bretzel. 
L'appellation Moricette est une marque déposée en 1985 par Paul Poulaillon, créateur de la recette en 1973, devenue depuis une spécialité régionale alsacienne.
La recette est également connue sous le nom de pain Mauricette ou de malicette,.

## Histoire
En 1973, le boulanger Paul Poulaillon, originaire de la vallée du Rhône et installé à Dornach (quartier de Mulhouse) en Alsace, crée ce sandwich à base de pâte de bretzel garni de divers ingrédients tels que fromage, saumon, thon, crudités, salami, œuf, poulet, canard, charcuterie. La matière grasse utilisée pour assouplir la Moricette était le saindoux mais il a été remplacé depuis par de l'huile de colza.

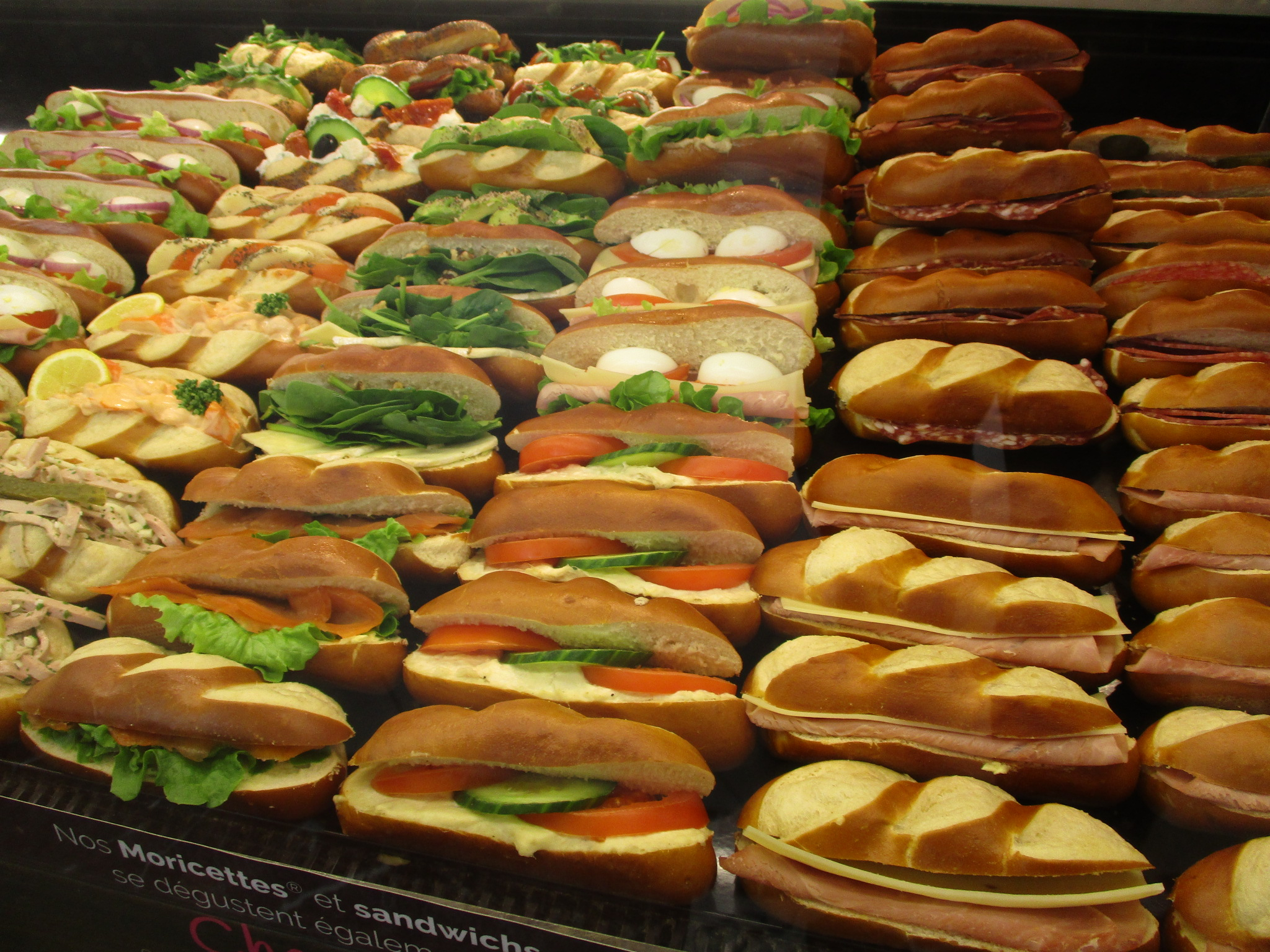
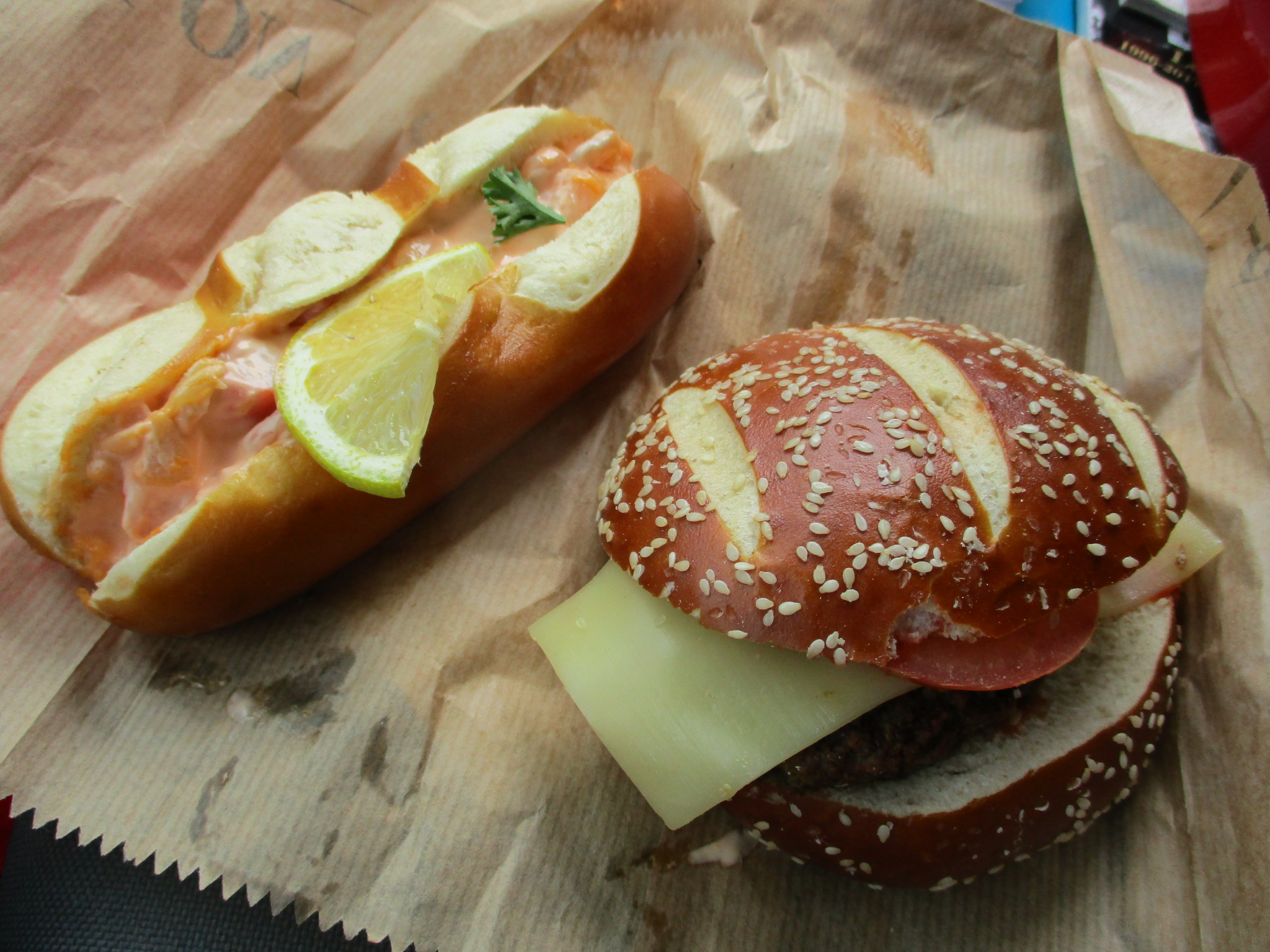

La marque Moricette est déposée le 12 juin 1985 par Paul Poulaillon et n'est distribuée que par son réseau de boulangeries, qui a ouvert plus de cinquante points de vente,. Un second site de production a été ouvert en 2020.
Le record mondial de la Moricette la plus longue a été décroché en avril 2017 à Mulhouse avec une longueur de treize mètres et un poids de vingt kilogrammes.